# District de Kunhegyes
Le district de Kunhegyes (en hongrois : Kunhegyesi járás) est un des 9 districts du comitat de Jász-Nagykun-Szolnok en Hongrie. Créé en 2013, il compte 20 434 habitants et rassemble 7 localités : 5 communes et 2 villes dont Kunhegyes, son chef-lieu.

## Localités
- Abádszalók
- Kunhegyes
- Tiszabő
- Tiszabura
- Tiszagyenda
- Tiszaroff
- Tomajmonostora